# BETTING
「BETTING」（ベッティング）は、香取慎吾とSEVENTEENとのコラボ楽曲。2023年1月17日にワーナーミュージック・ジャパンから配信開始された。

## 概要
表題曲は、草彅剛主演の関西テレビ・フジテレビ系列 月10ドラマ「罠の戦争」主題歌。
ドラマ初回（2023年1月16日）に当楽曲が初公開された。2022年に出会い意気投合の上で本作のコラボレーションを開始。
レコーディングのボーカル録りにSEVENTEENからジョンハン、ミンギュ、スングァンが参加。

## 収録曲
1. BETTING [3:19]
  - 作詞・作曲：WOOZI、BUMZU、Nmore、Shannon、Yanosuke、Shingo
  - 草彅剛主演 関西テレビ・フジテレビ系列 月10ドラマ『罠の戦争』主題歌

## 収録アルバム
- Circus Funk

## テレビ出演
BETTING
- 『まつもtoなかい』（2023年4月30日、関西テレビ・フジテレビ）
この回の音楽コーナーでテレビ初披露。
香取、民放6年ぶりの歌唱。
- 『バズリズム02』（2023年8月18日、日本テレビ）
- 『ベストヒット歌謡祭2023』（2023年11月16日、日本テレビ）